# Panýr
Panýr (z perského panir, což znamená sýr, v anglickém přepisu paneer) je druh čerstvého tvarohového sýra z indického subkontinentu. Vyrábí se z ohřátého kravského či buvolího mléka přidáním kyseliny (například citronové šťávy) a stlačením vysráženého tvarohu. Přesné místo vzniku sýru není známo – možný je staroindický, afghánsko-íránský nebo portugalsko-bengálský původ. V severoindické kuchyni je součástí pokrmů jako například mattar panir (panýr s hráškem v rajčatové omáčce), palak panir (panýr v husté špenátové omáčce) nebo panir tikka (vegetariánská verze jídla kuřecí tikka z marinovaných kostek panýru).
Mikrostrukturu panýru detailně zkoumal český chemik Miloš Kaláb.